# Inspire:tion
inspire:tion（インスパイレーション）は、日本の３人組バンド。

## メンバー
- ゆうこ（ボーカル）
- 瀬木ヤコー（ギター、ボーカル、作詞作曲）
- 中越亮佑（ベース、エンジニア）

## 概要
1997年に高校の同級生だった瀬木と中越の２人に、中越と同じ大学に通うゆうこが加わり結成。ゆうこと中越は大阪大学、瀬木は京都大学に在籍し、関西で活動していた。当初のバンド名は「FISHMIND」。
1999年に「inspire:tion」に改名した。
2000年前後にＤＴＭを導入し、以来、ミックスダウンまでの音作りを自ら手掛ける。一時は自らを「家内生産型音楽チーム」と読んでいた。
2003年1月にミニアルバム「Butterfly Jack」をリリース。 2003年4月、アルバム「旧世界」でポニーキャニオンからメジャーデビュー。 その後「天国と地獄」「Zion Orchestra」と続けてアルバムをリリースした。
2004年に一時活動を休止。
2008年に活動再開。自主レーベル「FABSTRUCT」より楽曲を発表した。
2015年にはmora factoryで初のハイレゾ楽曲「まちびとの唄」を無料配信。
2016年6月に配信シングル「ノスタルジア」を、11月に「tiny dance」を発表。「tiny dance」は、３６０度動画のＰＶ（手塚一紀制作）を公開した。
「ノスタルジア」については作家の誉田哲也が、「tiny dance」には作家の赤坂真理が、それぞれ推薦コメントを寄せている。
同月12月に音楽と文芸のコラボレーションを掲げた主催イベント「コトノハ音楽会」を東京・下北沢で開催。小説「コンビニ人間」で第１５５回芥川賞を受賞した作家の村田沙耶香がトークゲストとして出演し、バンドらとの共作曲「藍色さんぽ」が披露された。
ゆうこは医師、瀬木は新聞記者、中越は映像機器エンジニアと、それぞれに職業を持ちながら音楽を続けている。
でんぱ組.incメンバーの相沢梨紗のソロ曲「空想タイムトラベループ」などの作曲者「勅使河原くぅ」は、瀬木の別名義。

## ディスコグラフィ

### アルバム
1. Butterfly Jack （2003）ミニアルバム
2. 旧世界 （2003）
3. 天国と地獄 （2003）
4. Zion Orchestra （2004）
5. 小さな世界とシェルターボーイ（2010）
6. 残像 LOOP SHOW (2011) ミニアルバム

### シングル
1. 孤独のオーケストラ （2010）
2. まちびとの唄 （2015）
3. ノスタルジア（2016）
4. tiny dance （2016）